# Division 1 de 1992–93
A Primeira Divisão (chamada de Division 1) do Campeonato Francês de Futebol de 1992-93 foi uma competição de futebol realizada na França, contando como a 55ª edição da história. O certame não teve campeão, devido a um escândalo de manipulação de resultados de dirigentes do Olympique de Marseille, clube que terminou na primeira colocação do campeonato. O Paris Saint-Germain FC, então segundo colocado, recusou-se a ser declarado o campeão, deixando assim a disputa sem vencedor.

## Clubes participantes
| - AJ Auxerre - FC Girodins de Bordeaux - SM Caen - Le Havre AC - RC Lens - Lille OSC - Olympique Lyonnais - Olympique Marseille - FC Metz - AS Monaco FC |  | - Montpellier HSC - FC Nantes Atlantique - Nîmes Olympique - Paris Saint-Germain FC - AS Saint-Etienne - FC Sochaux-Montbéliard - RC Strasbourg - Sporting Toulon Var - Toulouse FC - Valenciennes FC |

## Classificação
| Posição | Clube                  | Pontos | Jogos | V  | E  | D  | GP | GC | SG  |
| ------- | ---------------------- | ------ | ----- | -- | -- | -- | -- | -- | --- |
| 1       | Olympique de Marseille | 55     | 38    | 23 | 9  | 6  | 72 | 36 | +36 |
| 2       | Paris Saint-Germain    | 51     | 38    | 20 | 11 | 7  | 61 | 29 | +32 |
| 3       | Monaco                 | 51     | 38    | 21 | 9  | 8  | 56 | 29 | +27 |
| 4       | Bordeaux               | 48     | 38    | 18 | 12 | 8  | 42 | 25 | +17 |
| 5       | Nantes                 | 45     | 38    | 17 | 11 | 10 | 54 | 39 | +15 |
| 6       | Auxerre                | 43     | 38    | 18 | 7  | 13 | 57 | 44 | +13 |
| 7       | Saint-Etienne          | 43     | 38    | 13 | 17 | 8  | 34 | 26 | +8  |
| 8       | Strasbourg             | 40     | 38    | 12 | 16 | 10 | 58 | 57 | +1  |
| 9       | Lens                   | 40     | 38    | 12 | 16 | 10 | 36 | 41 | -5  |
| 10      | Montpellier            | 36     | 38    | 12 | 12 | 14 | 36 | 41 | -5  |
| 11      | Caen                   | 35     | 38    | 13 | 9  | 16 | 55 | 54 | +1  |
| 12      | Metz                   | 35     | 38    | 11 | 13 | 14 | 44 | 45 | -1  |
| 13      | Toulouse               | 34     | 38    | 9  | 16 | 13 | 36 | 45 | -9  |
| 14      | Lyon                   | 33     | 38    | 9  | 15 | 14 | 40 | 45 | -5  |
| 15      | Le Havre               | 33     | 38    | 11 | 11 | 16 | 42 | 53 | -11 |
| 16      | Sochaux                | 32     | 38    | 11 | 10 | 17 | 33 | 50 | -17 |
| 17      | Lille                  | 30     | 38    | 7  | 16 | 15 | 26 | 48 | -22 |
| 18      | Valenciennes           | 29     | 38    | 9  | 11 | 16 | 42 | 57 | -15 |
| 19      | Sporting Toulon Var    | 25     | 38    | 6  | 13 | 19 | 31 | 57 | -26 |
| 20      | Nîmes                  | 22     | 38    | 3  | 16 | 19 | 32 | 66 | -34 |

     Rebaixado
- O Sporting Toulon Var foi rebaixado diretamente à Terceira Divisão Francesa devido a problemas financeiros.

## Artilharia
| Rank | Jogador           | Nacionalidade   | Clube               | Gols |
| ---- | ----------------- | --------------- | ------------------- | ---- |
| 1    | Alen Boksic       | Croácia         | Olympique Marseille | 23   |
| 2    | Xavier Gravelaine | França          | SM Caen             | 20   |
| 3    | Jürgen Klinsmann  | Alemanha        | AS Monaco           | 19   |
| 4    | Rudi Völler       | Alemanha        | Olympique Marseille | 18   |
| 5    | Joël Tiéhi        | Costa do Marfim | Le Havre AC         | 14   |
| 5    | George Weah       | Libéria         | Paris SG            | 14   |